# Nazionale femminile di calcio della Bosnia ed Erzegovina
La nazionale di calcio femminile della Bosnia ed Erzegovina  è la squadra nazionale di calcio femminile della Bosnia ed Erzegovina. È posta sotto l'egida della Federazione calcistica bosniaca. Sorse sulle ceneri della vecchia nazionale jugoslava dopo la dissoluzione della Repubblica Socialista Federale di Jugoslavia.
Come membro dell'UEFA partecipa a vari tornei di calcio internazionali, come al Campionato mondiale FIFA e al Campionato europeo UEFA. Al 24 giugno 2016 occupa la 60ª posizione nel Ranking FIFA.

## Partecipazioni al Campionato mondiale
- 1995: non qualificata
- 1999: non qualificata
- 2003: non qualificata
- 2007: non qualificata
- 2011: non qualificata
- 2015: non qualificata
- 2019: non qualificata
- 2023: non qualificata

## Partecipazioni al Campionato europeo
- 1995: non qualificata
- 1997: non qualificata
- 2001: non qualificata
- 2005: non qualificata
- 2009: non qualificata
- 2013: non qualificata
- 2017: non qualificata
- 2022:  non qualificata
- 2025:  non qualificata